# Anna Lindhagen

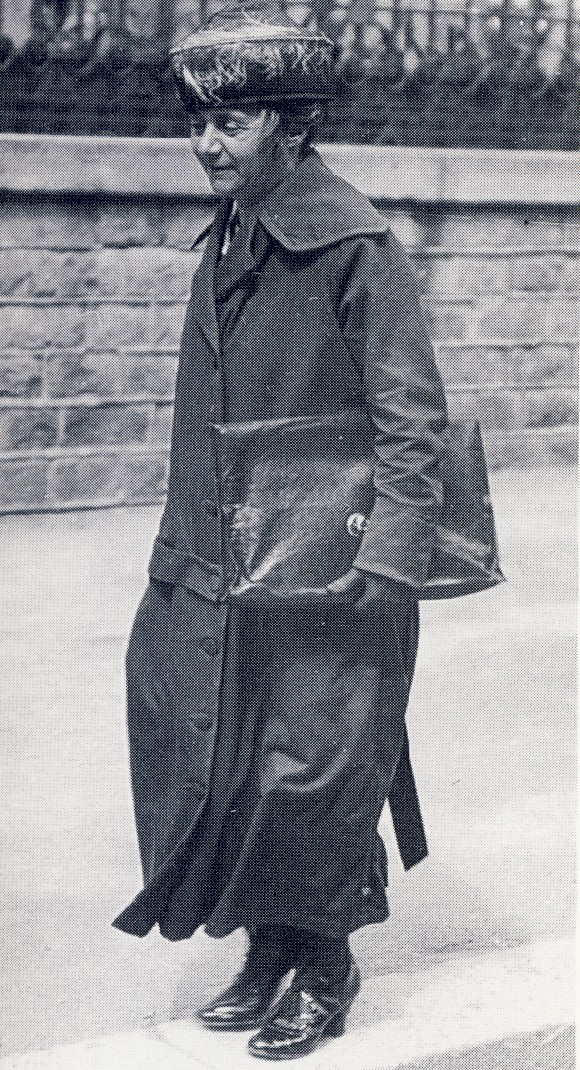
Anna Lindhagen (1920)

Anna Jacobina Johanna Lindhagen (* 7. April 1870 in Stockholm; † 15. Mai 1941 ebenda) war eine schwedische sozialdemokratische Politikerin und Frauenrechtlerin. Ihr Vater war der Politiker und Stadtplaner Albert Lindhagen, ihr Bruder der Stockholmer Politiker und Bürgermeister Carl Lindhagen.
Anna Lindhagen war ausgebildete Krankenschwester und engagierte sich mit großem Einfühlungsvermögen für arme Kinder. Sie war aktiv in der schwedischen Frauenbewegung und Redakteurin der Zeitschrift Morgonbris, dem Mitgliedsblatt des sozialdemokratischen Frauenbundes. Während der Jahre 1911 bis 1923 war sie Mitglied der Stockholmer Stadtregierung (stadsfullmäktige) und ab 1921 gehörte sie dem Stockholmer Schönheitsrat (Stockholms skönhetsråd) an. Anna Lindhagen kämpfte für das Frauenwahlrecht und sie war eine der ersten, die eine staatliche Unterstützung für Witwen und Vaterlose vorschlug.
Neben ihrem sozialpolitischen Engagement setzte sie sich für die Bewegung der Kleingartenidee ein und für die Erhaltung der ursprünglichen Bebauung im Stockholmer Stadtteil Södermalm. In einem der Häuser aus dem 19. Jahrhundert, Fjällgatan 34, ist ihr ein Museum gewidmet. Zwei Zimmer dieses Hauses bewohnte Anna Lindhagen während ihrer letzten Lebensjahre und die Räume sind teilweise mit ihren Möbeln eingerichtet.

## Bibliographie (Auswahl)
- Barns och mödrars rätt. (Das Recht von Kindern und Müttern). - Stockholm, 1913.
- Idyller och utsikter. (Bilder von Stockholms Natur und Bebauung). - Stockholm, 1923.
- Koloniträdgårdar och planterade gårdar. (Kleingärten und angelegte Gärten) - Stockholm, 1916.
- Vad vi tänkte. (Wie wir dachten, Erinnerungen). - Stockholm, 1941.